# Coop Halland
Coop Halland (organisationsnummer: 556981-3164) är ett dotterbolag till Kooperativa förbundet som år 2022 tog över de butiker i Halland som dittills drivits av Coop Butiker & Stormarknader (CBS). Bolagets elva butiker finns i Falkenberg, Halmstad och Laholm. De medlemmar som hörde till dessa butiker anslöts till Coop Varberg.
CBS drev inte alla Coop-butiker i Halland; vid bildandet av Coop Halland drevs butikerna i Varberg alltjämt av Coop Varberg, butikerna i Kungsbacka av Coop Väst, medan butikerna i Frillesås, Getinge och Knäred samt Hylte kommun drevs av lokala konsumentföreningar.

## Historik

### Bakgrund
År 2021 drev bolaget Coop Butiker & Stormarknader (CBS) butiker i Laholm, Halmstad och Falkenberg. Utöver CBS fanns det då sex konsumentföreningar som drev Coop-butiker i Hallands län:
- Coop Väst drev Coops butiker i Kungsbacka
- Coop Varberg drev butiker i Varberg
- Mellersta Nissadalens konsumentförening drev butiker i Hylte kommun
- Konsumentföreningen Frillesås drev butiken i Frillesås
- Getinge Kooperativa Handelsförening drev butiken i Getinge
- Konsumentföreningen Knäred drev butiken i Knäred

Konsumtionsföreningen Falkenberg med omnejd hade 1974 uppgått i Göteborgsbaserade Konsum Väst. Konsum Halmstad uppgick år 1993 i Malmöbaserade Konsumentföreningen Solidar. Både Solidar och Väst överlät under 1990-talet driften av butikerna till KF centralt. Konsumentföreningen Väst fortsatte dock vara medlemsförening för butikerna i Kungsbacka och Falkenberg, medan Solidar var medlemsförening för Halmstad och Laholm.
År 2015 gjordes en större omorganisation av KF och Coop-kedjan som innebar de flesta Coop-butiker i Konsum Västs tidigare område fördes över till Coop Väst. Det inkluderade butikerna i Kungsbacka, men inte de i Falkenberg. Medlemmarna i Kungsbacka fördes över till Coop Väst. Samtidigt upphörde Coop Medlem Syd (som Solidar nu bytt namn till) och medlemmarna i Falkenberg, Halmstad och Laholm direktanslöts till KF.

### Coop Halland bildas
I augusti 2021 meddelades en överenskommelse om att CBS skulle delas upp och att de medlemmar som var direktanslutna till KF skulle föras över till lokala konsumentföreningar. Det innebar exempelvis att de direktanslutna medlemmarna i Skåne skulle föras över till Coop Kristianstad Blekinge som i samband med detta tog över CBS butiker i Skåne.
Den 17 september 2021 meddelades en särskild lösning för Halland. De cirka 30 500 direktanslutna medlemmarna förs över till Coop Varberg. Istället för att överföra butikerna till en lokal konsumentförening föreslogs att CBS elva butiker i Falkenberg, Halmstad och Laholm skulle läggas i ett bolag kallat Coop Halland. Detta bolag fortsatte ägas av KF, men med Coop Varbergs vd Göran Borg som vd.
Under hösten 2022 gjordes två Coop-butiker, en i Halmstad och en i Falkenberg, om till Xtra-butiker.
Den 19 juni 2023 meddelade KF att Coop Halland och dess elva butiker skulle säljas till Coop Väst. Affären skulle träda i kraft den 1 januari 2024, varefter KF inte längre skulle äga dagligvarubutiker.